# Львов, Михаил Никитич
Князь Михаил Никитич Львов (ум. 1704) — комнатный стольник, окольничий, глава Земского приказа и боярин во времена правления Фёдора Алексеевича, правительницы Софьи Алексеевны, Ивана V и Петра I Алексеевичей.
Из старшей ветви княжеского рода Львовых. Единственный сын князя Никиты Фёдоровича Львова, племянник князя Степана Фёдоровича.
Был близок к царю Петру Алексеевичу благодаря тому, что его жена Неонила Ерофеевна была царской кормилицей.

## Биография
Впервые упомянут в 1672 году в связи с тем, что он был женат на кормилице Петра I. В 1676 году в Боярской книге записан стольником. В мае 1682 года третьим дневал и ночевал в Архангельском соборе при гробе царя Фёдора Алексеевича. В 1683 году, в числе стольников, упомянут в осенних и зимних богомольных и загородных походах царевича Ивана V. В 1686 году комнатный стольник. В 1688 году пожалован в окольничие. В 1688-1690 годах сопровождал царя Петра I, а иногда и обоих царей, в Троице-Сергиев монастырь, в Савин-Сторожевской монастырь, село Коломенское и Преображенское, в чине окольничего. С 1689 года — генерал-профос (главный судья) Земского приказа. В 1691 году присутствовал в соборе при постановлении патриархом Андрианом в митрополиты Пскова и Изворска архимандрита Спасского ярославского монастыря Иллариона. Из собора проводил его в крестовую палату патриарха, а оттуда в подворье. В этом же году участвовал в крестном ходе из Успенского собора в Чудов монастырь. В 1692 году пожалован бояриным.  В 1693 году сопровождал Петра I в его первой поездке в Архангельск. Участвовал в обоих азовских походах. В марте 1696 года послан под Азов, в войска генерал-судьёю и в июле при сдаче турками города, по царскому указанию, переписывал турецкие знамёна, пушки, полковые и осадные орудия и боеприпасы. За азовские службы пожалован золотой, серебряный кубок и кафтан золотой на соболях ценою 210 рублей. В 1697 году по поручению Петра I «ведал Москву», тогда же помешался. В 1697, 1699 и 1700 годах назначается в крестные ходы и для присутствия в Успенском соборе на торжественные богослужения.
По излечении, в 1700 году назначен членом Комиссии по составлению нового Уложения. В 1703 году, находясь в Тихвине, ведал отправкой работных людей на строительство новых укреплений Шлиссельбургской крепости. При царях Иване V и Петре I шестьдесят седьмой, а в 1703 году двадцать шестой боярин.
По родословной росписи показан бездетным.